# Alex Meret
Alex Meret (* 22. März 1997 in Udine) ist ein italienischer Fußballtorwart. Er steht bei der SSC Neapel unter Vertrag.

## Karriere

### Im Verein
Meret begann seine Profikarriere beim italienischen Erstligisten Udinese Calcio und wurde 2016 an SPAL Ferrara in die Serie B verliehen. Am Saisonende hatte er 30 Ligaspiele absolviert und stieg mit der Mannschaft in die Serie A auf; das Leihgeschäft wurde für die Saison 2017/18 verlängert. Seit 2018 spielt er für die SSC Neapel.

### In der Nationalmannschaft
Meret gehört seit 2013 verschiedenen italienischen Juniorennationalmannschaften an. Im März 2017 wurde er von Gian Piero Ventura in den Kader der italienischen Nationalmannschaft berufen, blieb jedoch ohne Einsatz.
Bei der siegreichen Europameisterschaft 2021 stand er im italienischen Kader, blieb aber der einzige Spieler ohne Einsatz im gesamten Turnier.

## Titel
Nationalmannschaft
- Europameister: 2021

Vereine
- Italienischer Meister (2): 2023, 2025 (beide SSC Neapel)
- Italienischer Pokalsieger: 2020 (SSC Neapel)
- Italienischer Zweitligameister und Aufstieg in die Serie A: 2017 (SPAL Ferrara)

Auszeichnungen
- Verdienstorden der Italienischen Republik (Ritter) – für den Gewinn der Europameisterschaft 2021[3]